# Russula kermesina
Russula kermesina är en svampart som beskrevs av T. Lebel 2007. Russula kermesina ingår i släktet kremlor och familjen kremlor och riskor.   Inga underarter finns listade i Catalogue of Life.